# Kobra 11 Nitro
Kobra 11 Nitro je počítačová hra na motivy německého seriálu Kobra 11, která vznikla v roce 2006.

## Popis hry
Jako Tom nebo Semir nasednete do vozu a musíte plnit různé úkoly. Mezi ně patří např.
- dojet za daný časový limit s maximálně 5% poškozením vozu ze startu do cíle
- předehnat účastníky ilegálního automobilového závodu
- zničit auto zločince
- zabránit útěku zločince
- jako řidič sanitního vozu svého pacienta odvézt za daný časový limit s maximálně 10% poškozením do cíle

Na výběr máte několik aut; ve hře je licence vozů Seat. Hra nabízí počítačovou 3D grafiku. Českou verzi nadaboval Bohdan Tůma.

## Hudba
Kobra 11 Nitro obsahuje hudbu stylů Rock, Pop, Hip hop, Metal atd.
1. Pearl Jam – Back to Back
2. Michael Jackson – Billie Jean
3. George Harrison – Brainwashed
4. Nirvana – Come as You Are
5. Rise Against – Give at all
6. The Doors – Break on Through (To the Other Side)
7. O-Zone – Despre Tine
8. 50 Cent – I don't know
9. Red Hot Chili Peppers – Dani California
10. Cirrus – Welcome
11. Skindred – Nobody
12. Falco – Out of the Dark
13. Scott McKenzie – San Francisco
14. Lordz of Brooklyn – Saturday Nite Fever
15. Petr Muk – Sny zůstanou
16. Petr Kotvald – Taxitotak Neber
17. Master Blaster – Walking the Memphis
18. Turmion Kätilöt – Vertä ja lihaa
19. Depeche Mode – People Are People
20. Haddaway – What is Love

## Cheaty
- thestreetisnotenough – můžete jezdit volně po mapě
- givenitro – máte 100% nitra